# سيفوفلوران
سيفوفلوران
(Sevoflurane) هو بنج طيَّار من مجموعة الفلورانات. له تأثير منوم جيد إلا أن تأثيره المسكن والمرخي للعضلات ضعيف. استعمال السيفوفلوران للتخدير واسع الانتشار، خاصة في تخدير الأطفال.

## علم الأدوية
معامل التقاسم بين الدم والغاز في السيفوفلوران يبلغ 0,65 أي عند تركيز 1 حجم مئوي في أسناخ الرئة يكون التركيز 0,65 حجم مئوي في الدم. الانحلال الضئيل يسبب طور غفيان واستيقاظ سريع. التركيز السنخي الأصغري يبلغ 2 %. وبذلك فإن السيفوفلوران أقل قوة من الإزوفلوران(Isoflurane). وبما أن السيفوفلوران لا يثير المخاطية وله رائحة إيثرية طيبة فإنه يصلح أيضاً لتحضير التخدير الاستنشاقي.وهذا ما يفسر استعماله الشائع في تخدير الأطفال. كثافة السيفوفلوران كسائل تبلغ 1,52 غ\مل ودرجة غليانه 58,5 °C وضغط البخار عند 20 °C يبلغ 23,1 كيلوباسكال. معدل استقلاب السيفوفلوران بين 3-5 %. وبذلك يتحرر إلى جانب الفلوريد اللاعضوي هيكسافلوروإزوبروبانول(Hexafluoroisopropanol). نواتج الاستقلاب هذه لا تؤثر على وظيفة الكلية لا عند الأصحاء ولا عند المرضى. السيفوفلوران له خاصية أنه يتفاعل مع جير صودا جمل التخدير نصف المغلقة. وبذلك تنشأ نواتج هدم مختلفة (مركب ا- هـ)، ويواتى ذلك بتدفق غاز جديد وجير صودا ناشف، والذي يحتوي هيدروكسيد الصوديوم أو الباريوم كحفاز وكذلك تراكيز غاز عالية. المركب ا بتراكيز عالية يؤثر في التجارب على الحيوان ضار للكلية إلا أنه في الاستعمال السريري لا يؤثر على الإنسان. أما المركبات ب- هـ فلم يثبت لها أي تأثير ضار حتى الآن.
ملاحظة: ترجم هذا المقال عن المقال الألماني.